# كنزة البطريق

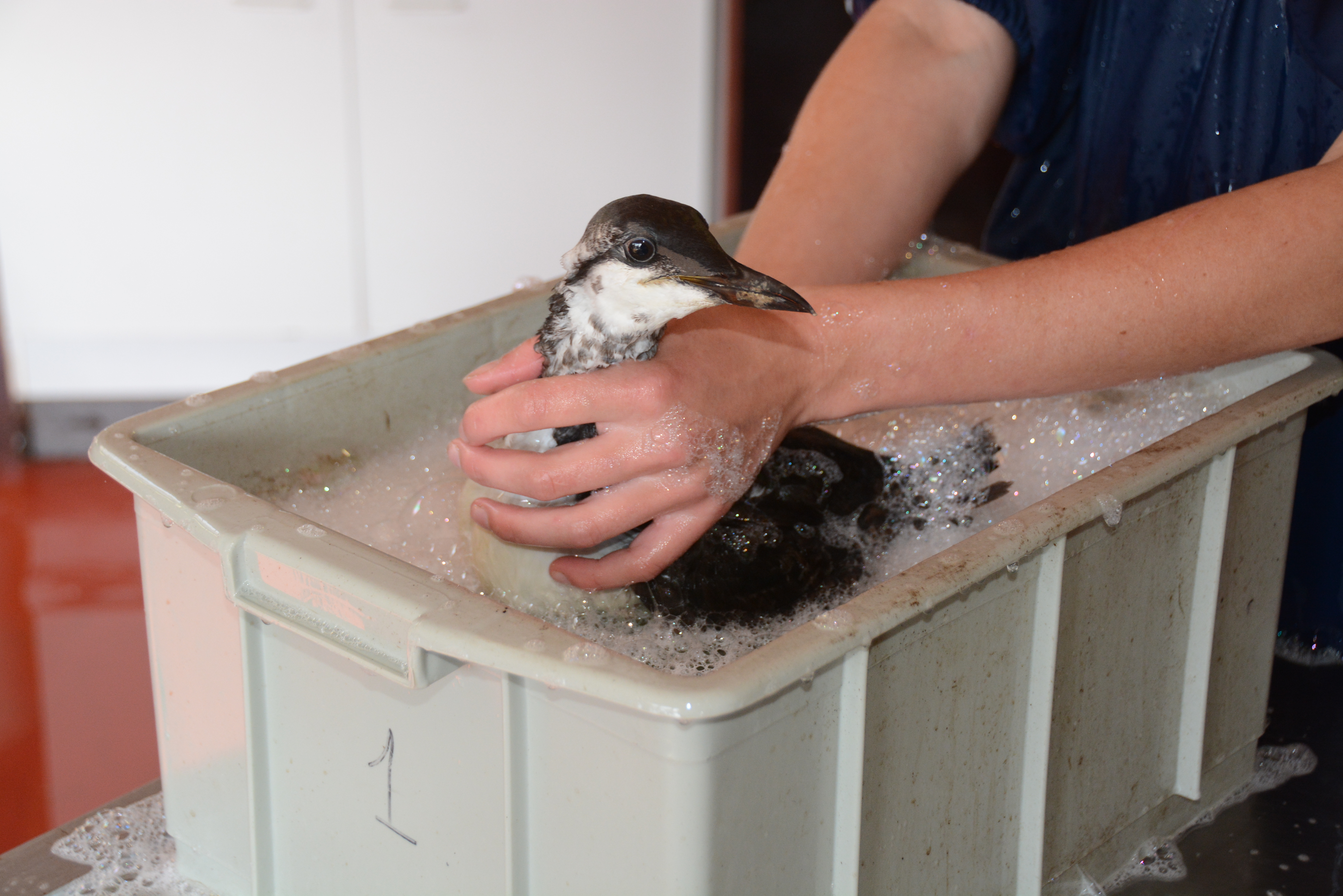
محمية للطيور ضحية الزيت: غسل المور الشائع.

كنزة البطريق (بالإنجليزية: Penguin sweaters)‏، تعرف أيضاً باسم سترة البطريق،  وهي عبارة عن سترات صوفية يتم نسجها وحياكتها لطيور البطريق التي يتم صيدها من البقع النفطية. فعندما يؤثر تسرب نفطي على طيور البطريق، يتم إلباسهم تلك السترات الصوفية المنسوجة لمنعهم من تلوين وتلطيخ ريشهم ولإبقائهم في حالة دفئ، لأن هذا النفط المتسرب يعمل على تدمير زيوتها الطبيعية. فهذا يقيهم من تسميم أنفسهم بابتلاع هذا النفط. ويتم إزالة تلك السترات والتخلص منها حينما يمكن غسل البطاريق. ويتم الانتهاء من المشروع الأصلي، ولكن نمط أو أسلوب الحياكة لا يزال متاحاً على الإنترنت.
ولقد تم تصميم بدلة مشابهة لطيور البطريق التي قد فقدت ريشها.
ويتم عمل ملابس مماثلة لرد الاعتبار أو لإصلاح الدجاج المعتدى عليه.

## وصلات خارجية
- Lyrics to the James Gordon [الإنجليزية] song, Sweaters for Penguins [الإنجليزية] [1]